# 敘利亞第一共和國
35°00′00″N 38°00′00″E / 35.0000°N 38.0000°E
敘利亞共和國（羅馬化：al-Jumhūriyyah as-Sūriyyah），史稱敘利亞第一共和國，是法屬敘利亞及黎巴嫩託管地的一部分，於1930年成立，繼承先前的敘利亞國。1936年，法國與敘利亞簽訂《法叙条约》，允許敘利亞獨立，但法國國會並未批准該條約。1940年—1941年，敘利亞受维希法国控制，隨後被同盟國入侵。1944年，敘利亞宣佈獨立，翌年被聯合國承認，1946年法國軍隊撤離，敘利亞成為主權國家。1950年，敘利亞新憲法通過，敘利亞進入第二共和國時期。